# Штучний інтелект і вибори
Штучний інтелект (ШІ) — швидко стає одним із найбільш потужних інструментів у різних сферах людської діяльності. Від медицини до освіти, від бізнесу до мистецтва — технології на основі ШІ змінюють традиційні підходи до вирішення завдань. Однак одна з найбільш складних і водночас важливих сфер застосування штучного інтелекту — це політика та вибори. Використання ШІ на етапі виборчих процесів ставить нові питання щодо етики, прозорості та справедливості виборчих кампаній. Як ці технології можуть впливати на вибори? Чи є ризики маніпуляцій і порушень, і як забезпечити чесність у світі, де алгоритми грають усе більшу роль? Ця стаття аналізує потенціал ШІ в контексті виборчих процесів, розглядаючи як переваги, так і виклики, що супроводжують його використання у політичному житті.

## Тактика
Генеративні можливості ШІ дозволяють створювати оманливий контент. Приклади цього включають перетворення тексту у відео, відео підробки, перетворення тексту в зображення, змінене штучним інтелектом, перетворення тексту в мовлення, клонування голосу та перетворення тексту в текст. У контексті виборів дипфейкове відео кандидата може поширювати інформацію, яку кандидат не підтримує.  Чат-боти  можуть розповсюджувати дезінформацію про місце проведення виборів, час чи способи голосування. На відміну від зловмисників минулого, ці методи потребують мінімальних технічних знань і здатні швидко поширюватися.

## Список країн

### Аргентина
Під час первинних виборів в Аргентині 2023 року команда Хав’єра Мілеї Поширила зображення, створені за допомогою штучного інтелекту, серед яких було й підроблене зображення її суперника. Серхіо Масси, і зібрало 3 мільйони переглядів.  Команда також створила неофіційний акаунт в Instagram під назвою «AI for the Homeland».  Команда Серхіо Масси також розповсюдила зображення та відео, згенеровані ШІ.  

### Індія
На загальних виборах в Індії 2024 року політики застосовували дипфейки в своїх агітаційних кампаніях. Дипфейки містили зображення політиків, які померли до виборів. Партія Матхувела Карунаніді опублікувала повідомлення з його зображенням, хоча він помер у 2018 році.    У відео, опублікованому Всеіндійською партією прогресивної федерації Анни Дравідій, містився аудіозапис. Джаярам Джаялалітхаа, хоча вона померла в 2016 році.   Deepfakes Analysis Unit (DAU) — це платформа з відкритим кодом, Запущена в березні 2024 року для широкої аудиторії з метою розповсюдження оманливої інформації та визначення, чи був цей контент створений за допомогою штучного інтелекту.
Штучний інтелект також застосовувався для перекладу політичних промов у реальному часі.  Цю можливість перекладу активно використовували, щоб залучити ширшу аудиторію виборців.  

### Нова Зеландія
У травні 2023 року, напередодні загальних виборів у Новій Зеландії, які мали відбутися в жовтні 2023 року, Національна партія Нової Зеландії оприлюднила «серію політичних оголошень, створених за допомогою штучного інтелекту» на своєму акаунті.в Instagram . 

### Пакистан
ШІ використовувався ув’язненим експрем'єр-міністром Імраном Ханом та його командою ЗМІ під час виборів у Пакистані 2024 року:  i) До відеокліпу було додано аудіо, згенероване штучним інтелектом, з голосом кандидата, і він був трансльований на віртуальному мітингу.. i) Пізніше Хан заявив, що автор статті в The Economist написав ШІ, що згодом було спростовано його командою.  Статтю оцінили та поділилися нею тисячі користувачів у соцмережах.

### Південна Корея
Комітет одного з кандидатів на пост президента, Юн Сук Йоля, представив аватар на основі штучного інтелекту «Аль Юн Сок Йоль», який проводитиме агітацію в тих місцях, де сам кандидат не зможе бути присутнім. Інший кандидат, Лі Чже Мен, розробив чат-бота, що надає виборцям інформацію про обіцянки його політичної програми.

### Велика Британія
Стів Ендакотт розробив «AI Steve» — аватар на основі штучного інтелекту, який став обличчям його кампанії на посаду члена парламенту.  Центр нових технологій і безпеки надав звіт про загрозу ШІ для загальних виборів у Великій Британії 2024 року. У звіті зазначається, що вплив штучного інтелекту був обмеженим, але він має потенціал завдати шкоди демократичній системі.

### США
Навряд чи буде прийнято рішення щодо регулювання ШІ щодо виборів протягом більшої частини сезону загальних виборів у Сполучених Штатах 2024 року. Кампанія кандидата від Республіканської партії 2024 року  Дональда Трампа використовувала дипфейк-відео політичних опонентів у передвиборчій рекламі, а також фальшиві зображення, на яких Трамп зображений разом з чорношкірими прихильниками. У 2023 році, коли він ще балотувався на переобрання, президентська кампанія Джо Байдена створила оперативну групу для реагування на зображення та відео, створені за допомогою штучного інтелекту.
1. ↑  McMillan, Robert; Corse, Alexa; Volz, Dustin (15 лютого 2024). New Era of AI Deepfakes Complicates 2024 Elections. The Wall Street Journal (амер.). Архів оригіналу за 18 лютого 2024. Процитовано 18 березня 2024.
2. 1 2  Feliba, David. How AI shaped Milei's path to Argentina presidency | Context. www.context.news (англ.). Процитовано 29 жовтня 2024.
3. ↑  Nicas, Jack; Herrera, Lucia Cholakian (16 листопада 2023). Is Argentina the First A.I. Election?. The New York Times. Процитовано 28 жовтня 2024.
4. ↑  AI used against candidates in this country's election | CNN (англ.). 17 листопада 2023. Процитовано 29 жовтня 2024 — через www.cnn.com.
5. ↑  Muthuvel Karunanidhi | Indian Politician, Tamil Nadu, & DMK Leader | Britannica. www.britannica.com (англ.). 20 вересня 2024. Процитовано 28 жовтня 2024.
6. 1 2 3  India's latest election embraced AI technology. Here are some ways it was used constructively. PBS News (амер.). 12 червня 2024. Процитовано 28 жовтня 2024.
7. 1 2  Shukla, Vandinika (24 травня 2024). The Era of AI-Generated Election Campaigning is Underway in India | TechPolicy.Press. Tech Policy Press (англ.). Процитовано 28 жовтня 2024.
8. ↑  Jayalalitha: The 'goddess' of Tamil Nadu politics. BBC News (брит.). 5 грудня 2016. Процитовано 28 жовтня 2024.
9. ↑  Sun News (23 січня 2024). தமிழ்நாடு முதலமைச்சர் மு.க.ஸ்டாலின் சாதனைகளை பட்டியலிட்டு வாழ்த்திய AI-ஆல் உருவாக்கப்பட்ட கலைஞர்!. Процитовано 28 жовтня 2024 — через YouTube.
10. ↑  Smith, Adam; Harrisberg, Kim; Starcevic, Seb (22 листопада 2023). Are AI deepfakes a threat to elections?. Context. Процитовано 17 листопада 2024.
11. 1 2  Dad, Nighat (12 січня 2024). The deepfake elections are here. Context. Процитовано 15 листопада 2024.
12. ↑  M, Muvija; Mcdill, Stuart (20 червня 2024). No hallucination: AI candidate on the ballot for UK election. Reuters. Процитовано 28 жовтня 2024.
13. ↑  Stockwell, Sam; Hughes, Megan; Swatton, Phil; Bishop, Katie (28 травня 2024). AI-Enabled Influence Operations: The Threat to the UK General Election. Centre for Emerging Technology and Security. Процитовано 28 жовтня 2024.
14. 1 2  Mansfield, Erin (11 березня 2024). AI deepfakes are part of the 2024 election. Will the federal government regulate them?. USA Today (амер.). Процитовано 18 березня 2024.
15. ↑  Fung, Brian (14 лютого 2024). AI could disrupt the election. Congress is running out of time to respond (англ.). Процитовано 18 березня 2024.
16. ↑  Colvin, Jill (12 березня 2024). Trump wins delegates needed to become GOP's presumptive nominee for third straight election (амер.). Associated Press. Процитовано 18 березня 2024.
17. ↑  Brown, Matt; Klepper, David (8 березня 2024). Fake images made to show Trump with Black supporters highlight concerns around AI and elections (англ.). Associated Press. Процитовано 18 березня 2024.
18. ↑  O'Sullivan, Donie; Fung, Brian (30 листопада 2023). First on CNN: Biden campaign prepares legal fight against election deepfakes (англ.). CNN. Процитовано 18 березня 2024.